# Черняківка
Черня́ківка — село в Україні, у Чутівській селищній громаді Полтавського району Полтавської області. Населення становить 773 особи. Орган місцевого самоврядування — Черняківської сільської ради.

## Географія
Село Черняківка знаходиться за 3 км від правого берега річки Коломак, примикає до села Кочубеївка. До села примикає великий лісовий масив, дуб. Поруч проходить автомобільна дорога Т 1722.
Відстань до центру селищної громади близько 8 км автошляхом Т 1730.

## Історія
Село назване на честь полковника Черняка, який був власником села.
Вперше згадується 1712 року. В тому ж році і заселене.
За даними на 1859 рік у власницькому селі Полтавського повіту Полтавської губернії, мешкало 752 особи (363 чоловічої статі та 388 — жіночої), налічувалось 129 дворових господарств, існував завод, відбувалось 3 ярмарки на рік.
12 червня 2020 року, відповідно до розпорядження Кабінету Міністрів України № 721-р «Про визначення адміністративних центрів та затвердження територій територіальних громад Полтавської області», село увійшло до складу Чутівської селищної громади.
19 липня 2020 року, в результаті адміністративно — територіальної реформи та ліквідації Чутівського району, село увійшло до складу новоутвореного Полтавського району.

## Економіка
- Кооператив «Черняківський».

## Об'єкти соціальної сфери
- Школа І-ІІ ст.
- Бібліотека.

## Пам'ятки
Поблизу села розташований ландшафтний заказник місцевого значення Лизняна балка.

## Відомі люди
- Народився Харченко Микола Федорович — український вчений у галузі магнетизму й оптики магнітовпорядкованих систем. Академік НАН України (2009). Лауреат Державної премії України у галузі науки і техніки (2004), премії АН СРСР и Польської Академії Наук (1987), премії АН УРСР імені К. Д. Синельникова (1985).
- Щороку проводиться обласне мистецьке свято «Мар'їна долина» на честь визначної діячки Башкирцевої Марії Костянтинівни, яка провела дитинство в селі Черняківка. У приміщенні школи відкрито музей.
- У селі провела своє дитинство відома українська художниця Башкирцева Марія Костянтинівна.